# Адилева
Адилева — деревня в составе Октябрьского городского округа в Пермском крае.

## География
Деревня находится в юго-восточной части края, в южной части округа, в пределах Уфимского плоскогорья, на правом берегу реки Тесяк, на расстоянии приблизительно в 20 километрах на юг по прямой от посёлка городского типа Октябрьский, административного центра округа. 

### Климат
Климат характеризуется как умеренно континентальный, с холодной продолжительной снежной зимой и коротким тёплым летом. Среднегодовая температура воздуха — +0,3 °C. Средняя температура воздуха самого холодного месяца (января) — −16,3 °C (абсолютный минимум — −49 °C); самого тёплого месяца (июля) — +16,5 °C (абсолютный максимум — +37 °C). Среднегодовое количество осадков составляет около 600 миллиметров, из которых большая часть выпадает в тёплый период. Снежный покров держится в течение 160—170 дней.

## История
Деревня известна с 1816 года. До 2020 года входила в состав Петропавловского сельского поселения Октябрьского района. После упразднения обоих муниципальных образований входит в состав Октябрьского городского округа.

## Население
| 2010 |
| ---- |
| 320  |

Постоянное население составляло 410 человек в 2002 году (93 % татары), 320 человек в 2010 году.